# 奥雷斯特·普利蒂
奥雷斯特·普利蒂（義大利語：Oreste Puliti，1891年2月18日—1958年2月5日），意大利男子击剑运动员。他曾参加1920年夏季奥运会、1924年夏季奥运会和1928年夏季奥运会击剑比赛，共获得4枚金牌和1枚银牌。